# Candido, ovvero un sogno fatto in Sicilia
Candido, ovvero un sogno fatto in Sicilia è un romanzo di Leonardo Sciascia pubblicato per la prima volta nel 1977 da Einaudi e ispirato all'omonima opera di Voltaire.

## Trama
Il protagonista, Candido Munafò, nasce la notte tra il 9 e il 10 luglio 1943 durante lo sbarco in Sicilia degli alleati.
I suoi genitori sono l'avvocato Munafò e sua moglie Maria Grazia, figlia del generale fascista Cressi, ora a riposo.
Candido avrebbe dovuto essere chiamato Bruno, come l'eroico figlio del Duce, ma i suoi genitori furono d'accordo nel dargli quest'altro nome: suo padre perché il bombardamento l'aveva trasformato in una candida statua coperta di polvere finissima, e sua madre per un conveniente taglio netto con il passato.
Maria Grazia Munafò in seguito s'innamora di un capitano americano e scappa con lui. All'avvocato Munafò viene affidato Candido, che inizia a crescere libero e spontaneo: il risultato di questa formazione è un carattere assolutamente sincero e privo di pregiudizi.
Candido denuncia un assassino che si era rivolto a suo padre: quando quest'ultimo viene a scoprire che è stato suo figlio a rivelare tutto, si suicida.
Candido viene perciò posto sotto la tutela del nonno Cressi (nel frattempo politicamente riciclatosi come deputato democristiano, malgrado la sua avversione per il mondo clericale), che pensa bene di affidarlo a un arciprete.
Contrariamente ad ogni previsione, anche le convinzioni dell'arciprete cominciano a cambiare e, dopo essere stato costretto a dimettersi a seguito del delitto di un sacerdote, omicidio di cui scopre il colpevole, insieme a Candido si iscrive al PCI. Ma la sua sincerità lo pone in conflitto col PCI, che decide di espellerlo. Candido intanto s'innamora di Paola, domestica del nonno Cressi, e poi di Francesca: con quest'ultima fugge dalla Sicilia per andare a vivere prima a Torino e poi a Parigi.
Il romanzo si conclude a Parigi, con l'incontro tra Francesca, l'ex arciprete e Candido con sua madre, sposata da tempo con l'ex capitano americano ormai in pensione.

## Analisi
Candido ovvero un sogno fatto in Sicilia è un romanzo che mostra l'insufficienza degli schemi interpretativi delle istituzioni politiche della Prima Repubblica.
Sciascia attua una critica sorniona e nichilista verso la società a lui contemporanea, concentrandosi in particolare su un'evidente confusione ideologica incapace di comprendere la complessità della società italiana.
La sincerità di Candido mette a nudo le ambiguità insite nelle due "chiese" ideologiche principali dell'epoca nella società italiana, cattolicesimo e comunismo: comunisti che si sposano e battezzano i propri figli in chiesa, ex-fascisti riciclatisi come democristiani.
Per quanto riguarda il cattolicesimo, esemplare è la frase del dotto teologo che chiede le dimissioni dell'arciprete: "non è che la verità non sia bella: ma a volte fa tanto di quel danno che il tacerla non è colpa ma merito".
Per quanto riguarda il comunismo invece, malgrado Candido volesse donare tutte le terre ai contadini e avesse denunciato un tentativo di corruzione per l'appalto di un ospedale, rimane ancora una volta incompreso ed espulso dal partito comunista.
Il carattere di Candido e la serena espressione della verità trovano un contrasto continuo nell'ipocrisia che permea le normali relazioni delle persone e delle istituzioni. Alcune ipocrisie sono talmente radicate che spesso vengono date per scontate e chi non riesce a percepire la necessità della loro esistenza viene semplicemente etichettato come imbecille o addirittura "mostro" (definizione della madre).

## Candide e Candido
L'opera di Sciascia si rifà al racconto filosofico di Voltaire, pubblicato nel 1759: si ritrovano una serie di capitoli brevi preceduti da un riassunto di una o due frasi; il tono dominante è l'ironia; l'attacco alla Chiesa delinea un certo anticlericalismo; i personaggi si ricollegano: Candide/Candido, Pangloss/don Antonio; i temi sono tratti dalla realtà contemporanea: ad esempio, per Voltaire il terremoto di Lisbona del 1755, per Sciascia la realtà politica del dopoguerra, contrassegnata dalla Democrazia Cristiana e dal PCI.
Il nome dello scrittore francese è citato diverse volte, e l'autore gioca con il lettore: " Come poi entrambi avessero attraversato ginnasio, liceo e università senza mai sentire parlare di Voltaire e di Candido, non è da stupirsene: capita ancora " .

## Riferimenti letterari
Nel romanzo sono citati:
1. Yves Bonnefoy - Un sogno fatto a Mantova
2. Voltaire - Candido, Dizionario filosofico
3. Shakespeare - Amleto
4. Atti degli Apostoli
5. Sigmund Freud
6. Carl Gustav Jung
7. Dostoevskij - Il villaggio Stepancikovo e i suoi abitanti
8. Alessandro Manzoni - I promessi sposi
9. Molière - Tartuffe, Le Médecin malgré lui
10. Arnobio - Adversus nationes
11. Concetto Marchesi
12. Ernest Hemingway - Festa mobile
13. Victor Hugo - I miserabili
14. Francis Scott Fitzgerald
15. Marx - Manifesto del Partito Comunista
16. Lenin
17. Boccaccio
18. Gustave Courbet
19. Niccolò Machiavelli
20. Émile Zola
21. Maksim Gor'kij
22. Stendhal - De l'amour
23. Antonio Gramsci - Quaderni
24. Joseph Roth, Fuga senza fine

## Edizioni
- Leonardo Sciascia, Candido ovvero un sogno fatto in Sicilia, 1ª ed., Einaudi (Nuovi coralli), 1977.
- Leonardo Sciascia, Candido ovvero un sogno fatto in Sicilia, 2ª ed., Adelphi (Fabula), 1990.